# جواد بدقت
جواد محمد حسين الأسدي الحائري الملقب بـبدقت (ق. 1816 - 26 فبراير 1865) شاعر عراقي في القرن 19 م/ 13 هـ. ولد في كربلاء ونشأ بها وتعلم على والده الذي كان له الأثر في تعليمه الشعر. نظم في مختلف أبواب الشعر فأجاد وأبدع. وله ملحمة كبيرة يمدح بها علي بن أبي طالب نظمها فصولا على عدد حروف الهجاء وله الروضة وديوان. توفي في مسقط رأسه. اختلف المؤرخون في التاريخ المحدد لمولده ووفاته. 

## سيرته
ولد جواد (أو محمد جواد) بن محمد حسين بن عبد النبي مهدي بن صالح بن علي الأسدي الحائري في كربلاء حوالي 1232 هـ/ 1816 م. لقب بـبدقت أو بذقت وذلك للثغة كانت في لسان جده فأراد يقول برقت الدنيا فقال بذقت فلقبوا بذلك. هناك روايات مختلفة لدى المؤرخين حول تاريخ مولده، فمنهم من قال أن مولده كان في سنة 1210 هـ وأخر يشير إلى أنه ولد في 1232 هـ واخر يقول أنه ولد في 1221 هـ. وآل بدقت أو بدكت إحدى الأسر العربية المعروفة في كربلاء والتي يرجع نسبها إلى بني أسد وكانت سابقاً تمتهن الخدمة في الروضتين الحسينية والعباسية. 

نشأ في كربلاء وتعلم على والده الذي كان له الأثر في تعليمه الشعر، وعاش معه رهط من الشعراء منهم محسن أبو الحب، محسن الحميري، موسى الأصلي، قاسم الهر ومحمد علي كمونة. درس على عدد من الأساتذة منهم محمد علي كمونة وعمران عويد كما كان من معاصري صالح الكواز وصالح التميمي وعبد الباقي العمري. 

اختلف في تحديد سنة وفاته فمنهم من قال أنه توفي في عيد الفطر سنة 1281 هـ/ 26 فبراير 1865 ومنهم من قال توفي سنة 1285 هـ وكان وفاته في كربلاء ودفن بها.

## مؤلفاته
- ديوان، يضم ديوان بدقت كل شعره الذي أودعه، جمعه نجله محمد حسين بدقت المتوفي سنة 1339 هـ، ونسخة الأصل كانت موجودة ضمن فهارس مكتبة عبد الحسين آل طعمة وقد احترق كما احترق غيره من الكتب والمخطوطات وذلك في حادثة حمزه بك سنة 1333 هـ. وقد تم تحقيق الديوان من قبل سلمان هادي آل طعمة.
- الروضة: روضة تشمل على 28 قصيدة وهي على غرار روضة صفي الدين الحلي التي قالها في مدح علي بن أبي طالب مسجة في المجموع المرقم 21 بمكتبة كاشف الغطاء في النجف وهي مبوبة حسب حروف المعجم وذكره العلامة أغا بزرك في الذريعة.
- الملحمة: ملحمة شعرية في مناقب أهل البيت بلغ عدد أبياتها 1265 بيتاً، وهي على غرار هانية الأزري الشيخ كاظم ومطلعها: لمن الشمس في سماء علاها/ اخذت كل وجهة بسناها.